# C.V. Prytz
Carl Vilhelm Prytz (født 21. marts 1857 i Årup, Torslev Sogn, Øster Han Herred, Hjørring Amt , død 1. juni 1928 i Hellerup, Sokkelund Herred, Københavns Amt) var en dansk forstmand, bror til Emmanuel, Holger og Kristian Prytz.

## Liv og virke
Han tog forsteksamen i 1879 og konstitueredes i 1882 som lærer i skovbrug ved Den Kongelige Veterinær- og Landbohøjskole. I 1885 blev han fast ansat i samme stilling, udnævntes i 1892 til lektor og 1893 til professor.
Han foretog studierejser i 1884 til Skotland, i 1885 til Tyskland og i 1889 til Frankrig.
Som lærer i skovbrug udviste han sin levende interesse for faget og dets udvikling dels gennem den 1885 fremkomne afhandling: Et Par Ord om Skovbrugernes praktiske Uddannelse, dels gennem en stor mængde artikler om undervisning, skovdrift og administration i det af ham sammen med Adolf Oppermann i 1889 oprettede og ledede Tidsskrift for Skovvæsen, der var organ for Dansk Skovforening, og hvoraf han fra 1893 blev eneudgiver, fra 1909 redigerede han det sammen med Frederik Brammer indtil 1915 og ophørte, efter fra 1916 at have ændret titel til Tidsskrift for Skovvæsen og Træhandel, med året 1918 at udkomme.
Han var i 1887 initiativtager til dannelsen af Dansk Skovforening og var medlem af dens fællesbestyrelse indtil 1898, i hvilket år han deltog i dannelsen af Piledyrkningsselskabet.
Prytz blev Ridder af Dannebrog 1900 og Dannebrogsmand 1907.
Han blev gift med Marie Warming den 15. marts 1895. Parret fik otte børn, heraf Kjeld, Signe og Dan Prytz.
Han er begravet på Hellerup Kirkegård.

## Driftsplaner
Af hans større arbejder kan nævnes, at han sammen med Adolf Oppermann udarbejdede en driftsplan for Grevskabet Holsteinborgs skove (1891-93) og sammen med C.H. Thymann i årene 1897-99 og 1917-19 udarbejdede en driftsplan for det Petersgaard'ske Skovdistrikt på Sydsjælland samt i 1908 sammen med skovriderne H. Holger Hansen og C.H. Thymann en driftsplan for Grevskabet Langelands Skovdistrikt.

## Tillidshverv
Fra 1903 var han medlem af den til ordning af statsskovenes planlægningsvæsen nedsatte kommission samt 1911 medlem af kommissionen om statsskovenes administration.
Han var desuden medstifter af Forældreforeningen og en tid medlem af bestyrelsen for Københavns Indre Mission. Fra 1922 var han formand i Arbejdet adler.

## Den islandske skovsag
Ved udstrakte rejser på Island i 1903 gjorde han sig kendt med øens naturlige betingelser for skovplantning og udfoldede et betydeligt arbejde for organisationen af den "islandske skovsag". Denne sag var nogle år tidligere rejst af marinekaptajn C. Ryder, som henvendte sig derom til Prytz, der i forening med forstkandidat C.E. Flensborg forestod de grundlæggende arbejder indtil 1908, idet Flensborg hver sommer rejste derop og iværksatte de planlagte arbejder. Fra 1908 overgik sagen til den islandske administration.

## Forfatterskab
- Et par Ord om Skovbrugerenes practiske Uddannelse og særligt Forberedelsen til den practiske Adgangsexamen for Skovbrugstuderende ved den Kgl. Vet. og Landbohøjskole (1885)
- Skovbrugets Driftslære (autogr. 1895)[1];
- Undersøgelser over Rødgranens Vækst i Danmark (1892, udarbejdet sammen med Adolf Oppermann)[1]
- Forslag til Driftsplanens Udarbejdelse (1896, sammen med L.A. Hauch og K.E. Mørk-Hansen)[1]
- Et Hundredeaars Jubilæum, Træk af vort Skovbrug til Minde om 27. Septbr 1805 (1905, sammen med V. Neergaard og C.H. Thymann)[1]
- "Lidt om Trævæksten paa Island" (Geogr. Tidsskrift, 1904)[4]
- "Skovdyrkning paa Island" (Tidsskrift for Skovvæsen, 1905)[4]
- Skovbrugsøkonomie: grundlag for Forelæsninger paa den kgl. Veterinær og Landbohøjskole (autograferet 1909, trykt 1919; de i 1907 og 1908 offentliggjorte 3 afhandlinger: "Omdrift", "Rentefoden", og "Driftsklassen" blev sammen med endnu senere afhandling med undertitlen: "Et Afsnit af Læren om Skovbrugets Økonomi" sammenarbejdede i dette værk)
- Skovdirektøren (1911)
- Det trykte Ord: 9.Trinitatis "(Luk.16,1-9)" (1913)
- Administration og Økonomi (1913)
- Skovbrugets Driftslære: grundlag for Forelæsninger paa den kgl. Veterinær- og Landbohøjskole (1914)
- Træmaalingsekskursion i 1917 (1918)
- Driftsklassens Omdrift: et Afsnit af Læren om Skovbrugets Økonomi (1918)
- Undersøgelser over den store Nældes (Urtica diseca) Fordringer til Voksestedet (1918, udarbejdet sammen med Carsten Olsen)
- Træmaalingen i vore Skove (1921, med fransk resume)
- Skovens Værdier: Vedforraad og Jord (1922)
- Vore Tilvækstoversigter og vore Omdrifter (1922)
- Skat paa Skov (1922)
- Vore Skoves Fremtid (1923)
- Lidt om Menighedsraad (1925)